# 가토급 잠수함

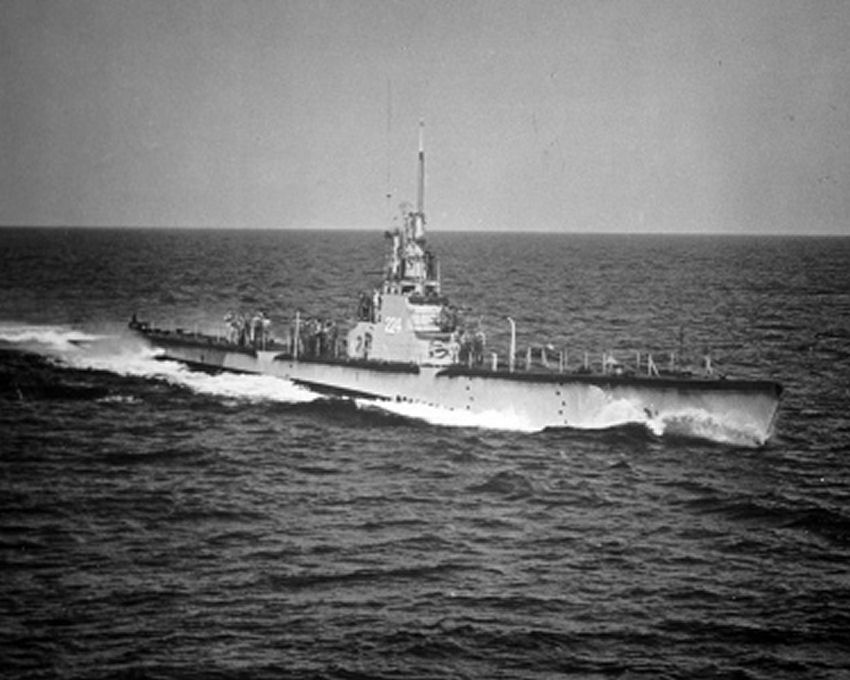
가토급 USS 코드(Cod) SS-224

가토급 잠수함(Gato class submarine)은 미 해군이 운용한 잠수함의 함급. 디젤 엔진과 전기모터를 사용하는 통상동력잠수함으로 제2차 세계대전 중 미군의 주력 잠수함으로 유명하다. 개량형인 발라오급 잠수함(Balao)및 텐치급 잠수함(Tench)도 가토급이라 부르는 경우가 있다. 원어 발음으로는 "게이토"에 가깝다.

## 개요
미 해군은 1939년도 1940년도에 탬버급 잠수함을 6척씩 건조했다. 1941년도에도 계속 6척을 건조하게 되었고 함명도 템버급인 1940년도함(템버급 제2그룹 또는 거급 잠수함)에 이어서 이니셜을 G로 맞추도록 결정했다.
건조에서는 잠항능력의 증대나 함내용적의 확대, 거기에 복원성의 개선이 도입되었고 예산 상에선 탬버급의 제3그룹으로서 건조될 예정이었다. 하지만 이 무렵 미 해군에선 국제정세의 긴박화 등을 느끼고 「2대양(태평양, 대서양)함대정비계획」등 해군병력의 대증강을 시작했고 원래의 1941년도함과는 별도로 65척의 추가건조가 결정되었고 또 1941년도함도 2척 추가 건조되었다. 1942년도에도 4척이 건조되었고 이 함급은 최종적으로 전부 1941년도함, 1942년도함, 긴급계획추가함을 합쳐 77척이 취역했다.
또 원래 의미에서의 1941년도함(추가분은 미포함)인 가토(USS Gato SS-212)이하 6척은 앞서 말한 바와 같이 당초엔 탬버급으로 취급했지만 동형함들이 거의 다 나온 1943년 이후부터는 정식 단독형식으로 취급되었다.

## 선체와 무장
전항에서 서술한 것과 같이 가토급은 탬버급의 설계를 계승한 것인데 함내용적의 증대와 복원성을 고려하여 전장을 1.5m연장하여 결과적으로 약간 함형이 커졌다. 디젤기관의 마력에선 일본의 I-176에 비해 뒤쳐졌지만 기관은 컴팩트하게 정리되어 정비성이 뛰어났으며 언제나 쉽게 최고속도를 낼 수 있는 등 신뢰성도 높았다. 단 일부 함에선 탑재될 기관의 생산이 늦어서 취역을 서두르기 위해 약간 뒤떨어지는 기관을 탑재하고 취역했는데 정비성이 떨어졌고 진동도 심해서 모든 함의 오버 홀을 할 때 교체하였다.
선체구조도 개정되었고 안전심도가 91m로 증대되었다. 기타 조수능력, 거주성(샤워실이 2개소에 존재했다.), 전기계통 제어 등 많은 점에서 동시기의 이호잠수함을 능가했다. 또 항속거리와 연료탑재량은 탬버급과 실질적으로 변함이 없다. 대량 건조를 촉진하기 위해 태평양전쟁 개전 후에 대규모 설계변경이나 선체계수를 금했는데 전훈에 기초한 개수 및 성능에 차가 없는 부분의 생략이라는 개수는 순차실시되었다. 또 함교구조의 디자인도 일렉트릭 보트사 설계 디자인과 포츠머스 해군조선소 또는 메어아일랜드 해군조선소 설계의 디자인과는 차이가 있다. 좀 더 알기 쉬운 것은 후부의 디자인으로 위에서 보아 후부가 둥글게 되어있는 것은 일렉트릭 보트사의 설계이며 각져있는 것이 해군조선소 설계의 함교이다. 함교 구조는 전훈에 의해 볼록형으로 개장되었는데 이 때도 잠망경 지지기나 견시대 구조의 디자인이 설계에 따라 다르다.
어뢰발사관은 탬버급에 이어서 앞 부분 6문, 후부 4문 계10문의 장비이며 어뢰탑재수 24발, 기뢰탑재수 40개도 탬버급과 동일하다.
갖추고 있는 포는 취역 당초엔 탬버급이나 그 이전 함급과 마찬가지로 3인치포를 장비하고 취역했는데 이 포의 위력이나 평판이 좋지 않았던데서 도중에 S급 잠수함 등에 탑재되어있던 4인치포로 교체한다. 포는 기본적으로 앞부분이나 후부에 탑재되었다. 앞부분에 탑재하는 의미로서는 목표에 접근하면서 쏜다는 것이고 후부에 탑재하는 것은 승조원이 함교에서 나와 바로 배치할 수 있도록 배려한 것이다.
기총도 당초엔 12.7mm기총을 탑재했는데 이것도 점차 엘리콘 FF 20mm 기관포로 강화되어갔다. 수상무장의 거듭되는 강화는 후술한다.

## 건조소 관련
가토급은 일렉트릭 보트사(잠수함용의 플랫폼 수 22)와 포츠머스(10), 메어 아일랜드(5)이고 두 해군조선소에서 주로 건조되었는데 이들 조선소가 극심한 포화상태에 이르렀고 건조용 플랫폼 부족에 처할 것은 뻔했다. 이대로는 대량건조가 불가능했기에 종래의 조선소를 확장함과 동시에 설계 라이센스를 뺏긴 조선소에서도 잠수함을 건조하도록 했다.
적당한 조선소를 찾고 있던 때 어느 젊은 사관이 "큰아버지가 5대호에 커다란 조선소를 가지고 있으니 꼭 그곳을 활용해주었으면 한다."라고 함선국에 신청을 했다. 함선국은 처음엔 농담인줄 알고 상대를 하지 않았으나 실제로 그 조선소에 사관을 파견하여 여러번의 상의를 한 결과 일이 잘풀려서 즉각 잠수함의 건조에 착수하게 되었다. 이곳이 매니토와크 조선(플랫폼 수 5)이다. 사장은 신청한 사관의 큰아버지였다.
매니토와크 조선은 일렉트릭 보트사의 설계도를 활용하여 건조를 진행, 완성한 잠수함은 세인트 로렌스강을 경유하여 대서양으로 가지고 나왔다. 최종적으로 일렉트릭 보트사에서 41척, 포츠머스와 매니토와크에서 각각 14척, 메어아일랜드에서 8척의 건조를 담당했는데 종래의 세 조선소는 괜찮았지만 건조경험이 없던 매니토와크도 신속하게 건조를 진행한 결과 플랫폼부족은 일단 해소되었고 대량건조도 정체없이 이뤄졌다.

## 개장
함교구조나 수상무장의 개장은 탬버급 이전의 함과 비교하면 다양하고 다채로운 개장이 실시되었다. 특히 수상무장에 관해서는 통일된 개장이 아닌 함에 따라 장비병기 등의 차이가 있다. 포의 교체에 관해선 앞서 말한 바와 같이 당초 탑재한 3인치가 승조원들에게 「콩알탄」이라고 놀림을 받았고 4인치포로 교체했는데 구식포이며 좁은 잠수함 위에서 운용에 약간 문제가 있었기 때문에 새롭게 대형함의 고사포로 개조한 잠수함형 마크17형 5인치 25구경포가 개발되었다.
종전 무렵에는 전부와 후부 쌍방 모두에 포를 탑재한 함도 나타났고 잠수포함 등으로 자칭하는 배도 있었다. 기총도 엘리콘 FF 20mm 기관포로 더했고 전쟁 중반 이후는 탬버급 이전에선 탑재하지 못했던 보포스 40mm 기관포가 탑재되었다. 엘리콘 FF 20mm 기관포에 관해서도 단장에 추가하여 연장포로도 탑재되었다. 기본적으로는 앞부분에 20mm 기관포를 공간에 여유가 있던 후부에 대형인 40mm 기관포를 탑재하는 경우가 많았는데 거꾸로 탑재한 배도 있었다.
더욱이 임의로 13mm 기총 등을 탑재하거나 대전말기에는 로켓포를 탑재하는 함도 나타났다. 앞뒤에 포를 탑재하고 40mm 기관포도 앞뒤에 장비한 함의 화력은 호위구축함의 그것에 필적했다. 단 이러한 함의 출현은 종전 직전에 집중되며 그 위력을 마음껏 발휘할 기회는 거의 없었다.
포나 기총의 배치에 관해선 절대적인 가이드라인이 없던것도 있었고 결국은 전훈이나 함장의 취향 등에 의해 결정되는 케이스가 많았다. 또 기총은 대항공기용으로서 탑재되었음은 말할 필요도 없지만 실제로는 항공기가 아닌 특설감시정 등에 어뢰를 쓸 필요도 없이, 또는 어뢰를 쏘기엔 너무 작은 표적에 대하여 맹위를 떨쳤다.

## 전력
태평양전쟁 개전시에는 드럼(USS Drum SS-228) 한 척이 준공했다. 척 수가 갖춰짐과 동시에 이들 잠수함은 일본이나 일부는 단기간 독일을 상대로 통상파괴를 펼쳐 전략물자의 수송을 차단했던 승전의 숨은 공신이었다.
또한 통상파괴나 수송선 역할만이 아니라 일본 해군의 전투함도 위협했고 게다가 앞서 말한 운용법인 함대작전에서의 협력은 미드웨이 해전, 마리아나 해전, 레이테만 전투에서 실시되었다.
기타 인명구조나 물자운반, 스파이잠입 등 폭넓게 활약했다. 이런 점을 보면 미국 잠수함은 결코 통상파괴에만 전념한게 아니라는 것을 알 수 있다.

## 전쟁 후
전후, 각 함은 훈련함이나 목표함으로 사용되었고 해상자위대의 SS 501 쿠로시오가 된 밍고(SS-261)등 일부는 타국에 공여되기도 하였다. 코드(Cod)는 미 국정 역사 건조물로서 오하이오주 클리브랜드에 카발라는 텍사스주 칼베스톤의 시울프 공원에, 드럼은 앨라배마주 모빌에 전시되어있다. 가토급에선 7척(이 중 한 척은 일부분만)이 기념함으로 보존되었다.

## 같이 보기
- 무제한 잠수함 작전

## 참고 문헌
- 타카스 코이치〈미잠수함의 무기시스템〉《세계의 함선No.446 특집 미국 잠수함》카이진샤 1992년
- 야키야마 노부오 〈미잠수함의 전력 초창기부터 제2차세계대전까지〉〉《세계의 함선No.446 특집 미국 잠수함》카이진샤 1992년
- 우미노 요이치〈위대한 평범 가토급〉《세계의 함선No.446 특집 미국 잠수함》카이진샤 1992년
- 세계의 함선 편집부 《세계의 함선 2000년 4월호 증간 No.567 미국 잠수함사》카이진샤 2000년
- 오오즈카 코노후루〈미해군「함대형잠수함」의 완성형시리즈 〉〈태평양전쟁시 미잠의 전시개장과 신등장 함대형〉〈미잠수함의 무장과 제반장비〉《역사군상 태평양전쟁사 시리즈63 철저비교 미일잠수함》 학습연구사 2008년 ISBN 978-4-05-605004-2
- Robert C. Stern "Gato-Class Submarines in action(Warships Number 28)" Squadron Signal Publications. ISBN 0-89747-509-7
- Steve Wiper "Gato Type Fleet Submarines(Warships Pictorial #28)" Classic Warships Publishing. ISBN 0-9745687-7-5